# 애정통일! 남남북녀
《애정통일! 남남북녀》는 TV조선에서 방송되었던 예능 프로그램이다.

## 출연 커플

### 시즌 1
- 박수 커플 박수홍 & 박수애
- 양은 커플 양준혁 & 김은아
- 현채 커플 김현욱 & 김민채 (2015년 5월 15일부터 합류)

### 시즌 2
- 양은 커플 양준혁 & 김은아 (14회 ~ 91회 : 2015년 10월 16일 ~ 2017년 4월 7일)
- 진지 커플 김진 & 임지현 (80회 ~ 91회 : 2017년 1월 20일 ~ 2017년 4월 7일)

### 중도하차
- 강정 커플 강지섭 & 정하교 (1회 ~ 13회 : 2015년 7월 17일 ~ 2015년 10월 9일)
- 준이 커플 김원준 & 최윤이 (1회 ~ 24회 : 2015년 7월 17일 ~ 2015년 12월 25일)
- 종예 커플 이종수 & 한예진 (1회 ~ 45회 : 2015년 7월 17일 ~ 2016년 5월 20일)
- 관통 커플 강철우 & 김영희 (46회 ~ 64회 : 2016년 5월 27일 ~ 2016년 10월 1일)
- 심지 커플 심권호 & 윤지우 (38회 ~ 85회 : 2016년 4월 1일 ~ 2017년 4월 7일)

## 종료
- 시즌 2 남남북녀 예술단 : 김동현, 붐, 딘딘, 박수애, 김가영, 강나라, 송미나 (65회 ~ 79회 : 2016년 10월 7일 ~ 2017년 1월 13일)